# 스투피드
《스투피드》(The Stupids)는 미국에서 제작된 존 랜디스 감독의 1996년 코미디, 모험 영화이다. 해리 알라드가 쓰고 제임스 마셜이 그린 책 시리즈의 등장인물들인 스투피드들(The Stupids)에 기반을 둔다. 톰 아놀드 등이 주연으로 출연하였고 레슬리 벨버그 등이 제작에 참여하였다.

## 출연

### 주연
- 톰 아놀드

### 조연
- 제시카 런디
- 버그 홀
- 마크 멧칼프
- 맷 키슬러
- 프랭키 페이슨
- 알렉스 맥케나

## 기타
- 미술: 필 다고트
- 의상: 데보라 나둘맨